# Venă portă
Vena portă sau vena portă hepatică este un vas de sânge care transportă sânge din tractul gastrointestinal, vezica biliară, pancreas și splină până la ficat . Vena portă conține sânge venos cu substanțe nutritive și toxine extrase din conținutul digerat, elemente figurate produse de splină și hormoni secretați de pancreasul endocrin și structuri ale tubului digestiv. Aproximativ 75% din fluxul total de sânge hepatic se face prin vena portă, restul provenind din artera hepatică corespunzătoare . Sângele este dus de la ficat la inimă prin venele hepatice, tributare venei cave inferioare. 
Vena portă nu este o venă adevărată, deoarece conduce sângele către paturile capilare din ficat și nu direct către inimă. Este o componentă majoră a sistemului portal hepatic, unul dintre cele două sisteme venoase portale din corp, alături de sistemul portal hipofizar.  
Vena portă este formată prin confluența venei mezenterice superioare cu trunchiul mezentericosplenic, format din vena splenică și vena mezenterică inferioară, alți afluenți sunt: vena cistică, vena prepilorică, vena gastrică stângă, vena gastrică dreaptă, venele paraombilicale. 
Afecțiunile care implică vena portă pot provoca patologii grave, de exemplu hipertensiunea portală, o complicație  a cirozei . 

## Anatomie
Măsurând aproximativ 8 cm, la adulți,  vena portă este localizată în hipocondrul drept al abdomenului, având origine în spatele gâtului pancreasului .  
La majoritatea indivizilor, vena portă este formată prin unirea venei mezenterice superioare și a venei splenice .  Din acest motiv, ocazional, mai este numită confluență spleno-mezenterică .  Uneori vena portă comunică direct și cu vena mezenterică inferioară, deși această situație este extrem de variabilă. Alți afluenți ai venei porte includ: venele chistice și venele gastrice stângă și dreaptă  și, de asemenea, vena paraombilicală și vena prepilorică. 
| - Vena splenică - Vena mezenterică superioară - Vena mezenterică inferioară - Venele gastrice stânga și dreapta - Vena chistică |

Imediat înainte de a ajunge la ficat, vena portă se împarte în ramurile sale terminale: ramura dreaptă și ramura stângă.. Se ramifică în continuare, formând ramuri venoase mai mici și în final venule portale. Fiecare venulă portală se desfășoară alături de o arteriolă hepatică și cele două vase formează componentele vasculare ale triadei portale . Aceste vase în cele din urmă se golește în sinusoidele hepatice pentru a furniza sânge ficatului. 

### Anastomoz porto-cave
Sistemul venos portal are mai multe anastomoze cu sistemul venos sistemic . În cazurile de hipertensiune portală sau stază portală aceste anastamoze au o deosebită importanță, oferind o cale alternativă de curgere a sângelui. 
1. vena gastrică stângă se anastomozează cu venele esofagiene;
2. vena rectală superioară se anastomozează cu venele rectale mijlocii și inferioare;
3. venele suprarenale și venele colice;
4. venele porte accesorii și venele epigastrice;
5. venele lui Retzius și venele sacrale, lombare, renale, suprarenale.

### Vene accesorii hepatice portale
Venele porte  accesorii sunt acele vene care se varsă direct în ficat. Acestea includ venele paraombilicale, venele omentului mic, ligamentul falciform și cele care drenează peretele vezicii biliare. 

## Fiziologie
Venele porte și arterele hepatice formează dubla alimentare cu sânge a ficatului. Aproximativ 75% din fluxul sanguin hepatic este derivat din vena portă, în timp ce restul provine din arterele hepatice. 
Spre deosebire de majoritatea venelor, vena portă se găsește între două teritorii capilare: capilarele de origine de la nivelul organelor drenate și capilarele sinusoide. În transportul sângelui venos de la tractul gastro- intestinal la ficat, vena portă îndeplinește două sarcini: furnizează ficatului substanțe metabolice și asigură prelucrarea substanțelor absorbite. Posibilele toxine ingerate sunt îndepărtate de hepatocite înainte de a fi eliberate în circulația sistemică. După vărsarea în sinusoidele hepatice, sângele din ficat este vărsat în vena hepatică. 

## Semnificație clinică

### Hipertensiunea portală
Creșterea tensiunii arteriale în vena portă, numită hipertensiune portală, este o complicație majoră a bolilor hepatice, cel mai frecvent a cirozei.  O venă portă dilatată (diametrul mai mare de 13 sau 15 mm) este un semn al hipertensiunii arteriale portale, cu o sensibilitate estimată la 12,5% sau 40%.  În cazul ultrasonografiei Doppler, viteza sistolică maximă a venei porte principale (MPV), variază în mod normal între 20 cm / s și 40 cm / s.  O viteză lentă de <16 cm / s în plus față de dilatarea în MPV sunt diagnosticarea hipertensiunii portale.  
Semnele clinice ale hipertensiunii portale le includ pe cele ale bolilor hepatice cronice: ascită, varice esofagiene, spider nevi, cap de meduză și eritem palmar . 

### Pulsatilitate

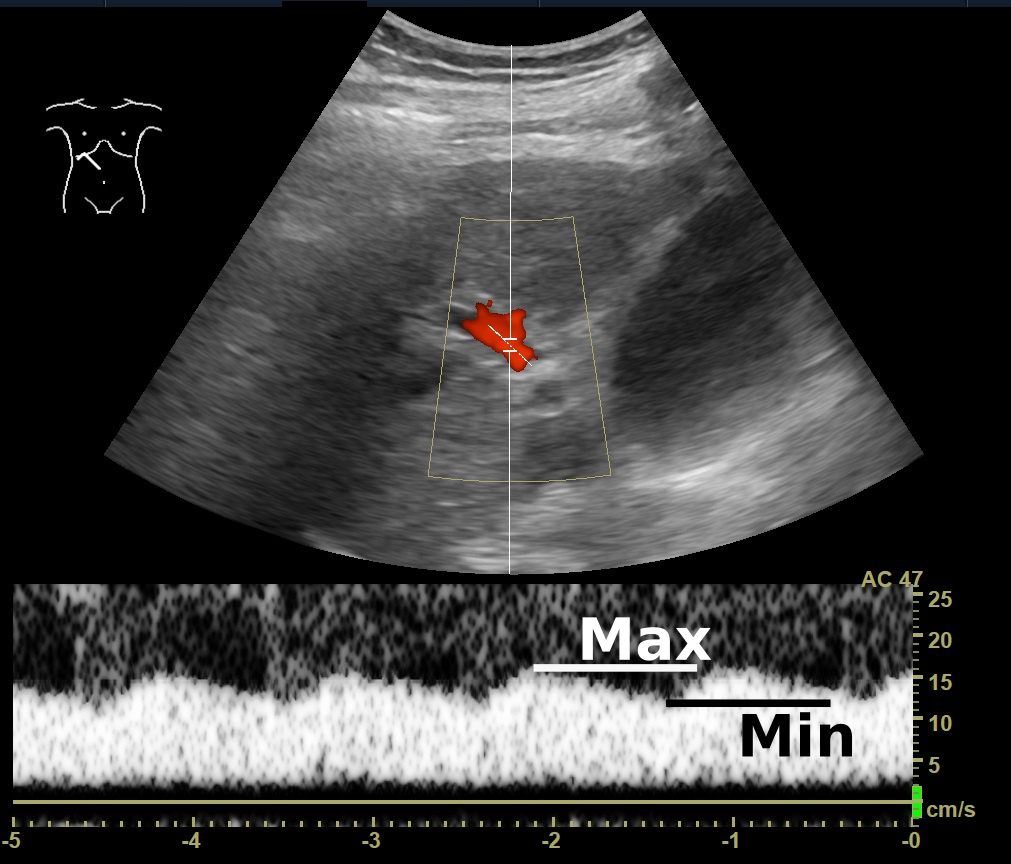
Ultrasonografia Doppler a venei porte de-a lungul a 5 secunde, prezentând vârfuri ale vitezei maximale, precum și puncte ale vitezei minimale.

Pulsatilitatea venei porte poate fi măsurată prin ultrasonografie Doppler. O pulsatilitate crescută poate fi cauzată de ciroză, precum și o creștere a presiunii atriale drepte (care la rândul său poate fi cauzată de insuficiență cardiacă dreaptă sau regurgitare tricuspidă ).  Pulsatilitatea venei porte poate fi cuantificată prin indici de pulsatilitate (PI), în cazul în care un indice deasupra unei anumite limite indică prezența unei patologii. 
| Index           | Calcul              | A tăia calea |
| --------------- | ------------------- | ------------ |
| Medie bazată pe | (Max - Min) / Mediu | 0,5          |
| Max-based       | (Max - Min) / Max   | 0,5 - 0,54   |

### Infecție
Pileflebita este infecția venei porte, care rezultă de obicei dintr-un proces infecțios intraabdominal, cum ar fi diverticuloza .  

### Prezentația gazoasă venoasă portă
Prezentația gazoasă venoasă portă  este o constatare rară la examenele radiologice. Se arată prezența de gaz în sistemul venos portal. Este cauzată cel mai frecvent de ischemia intestinală, dar a fost asociată și cu cancerul de colon. 

## Imagini suplimentare

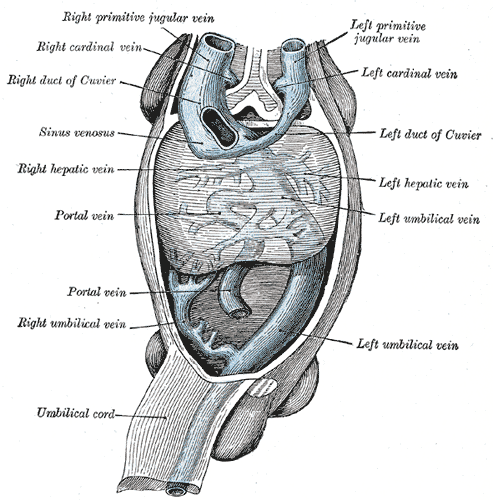
Embrionul uman cu inima și peretele corpului anterior îndepărtat pentru a arăta venosul sinusal și afluenții săi.
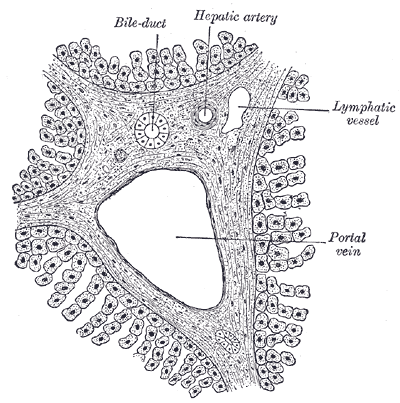
Secțiune peste trada portală de porci.
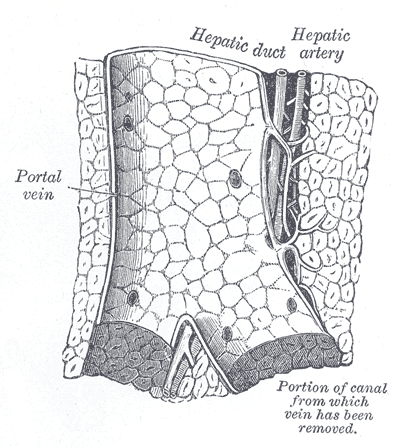
Secțiunea longitudinală a unei vene și canal portale mici.
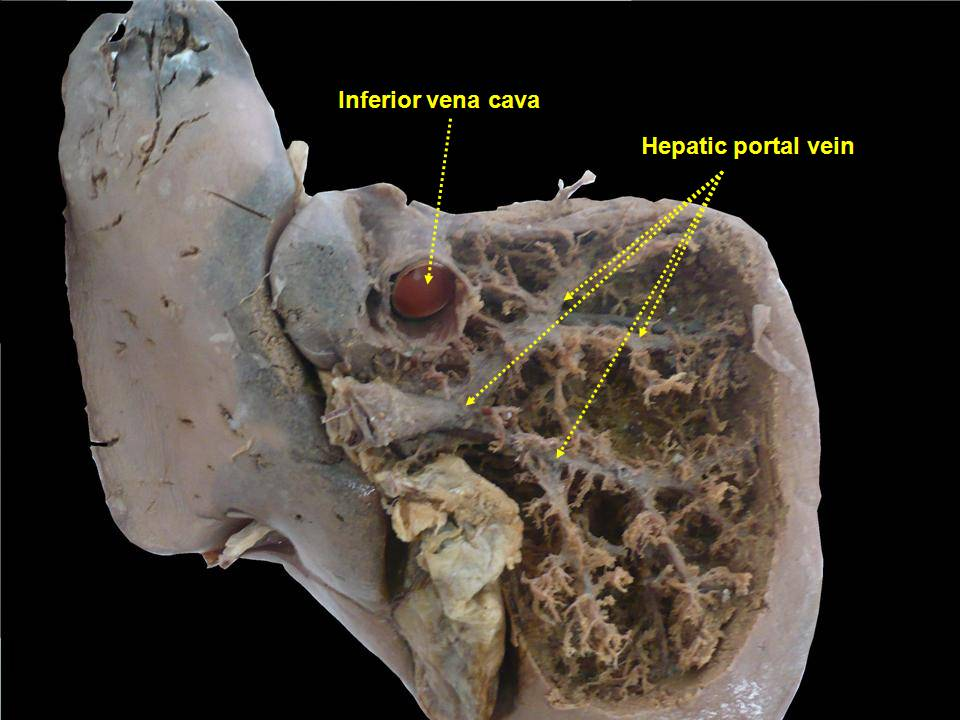
Vena portalului hepatic.Tehnica de plastificare.
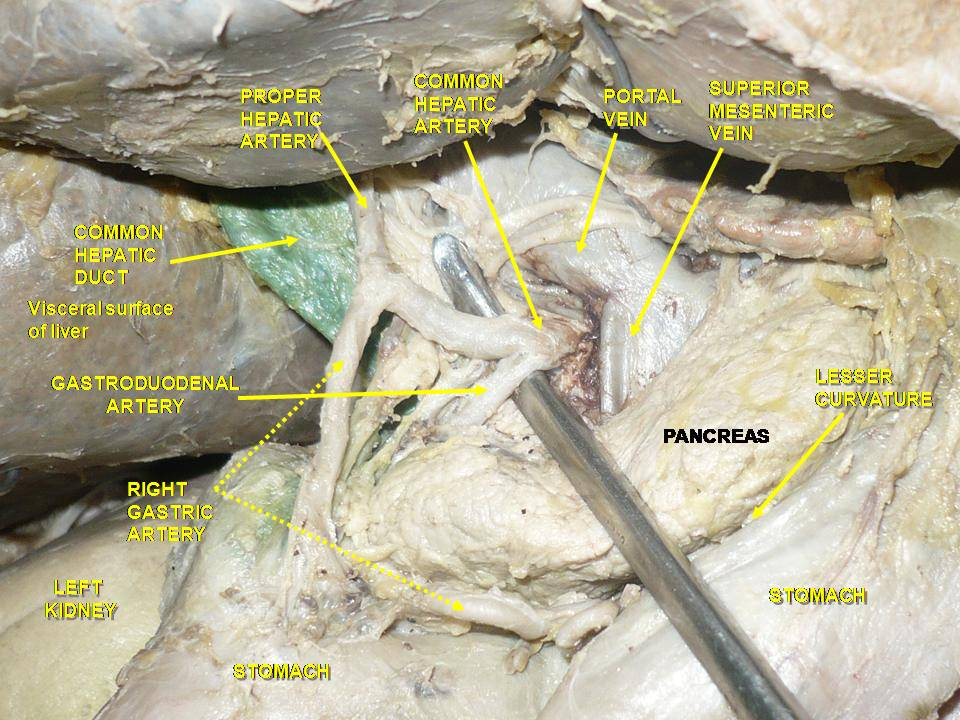
Vena portală hepatică. Cavitatea abdominală.Disecția dispeceră.
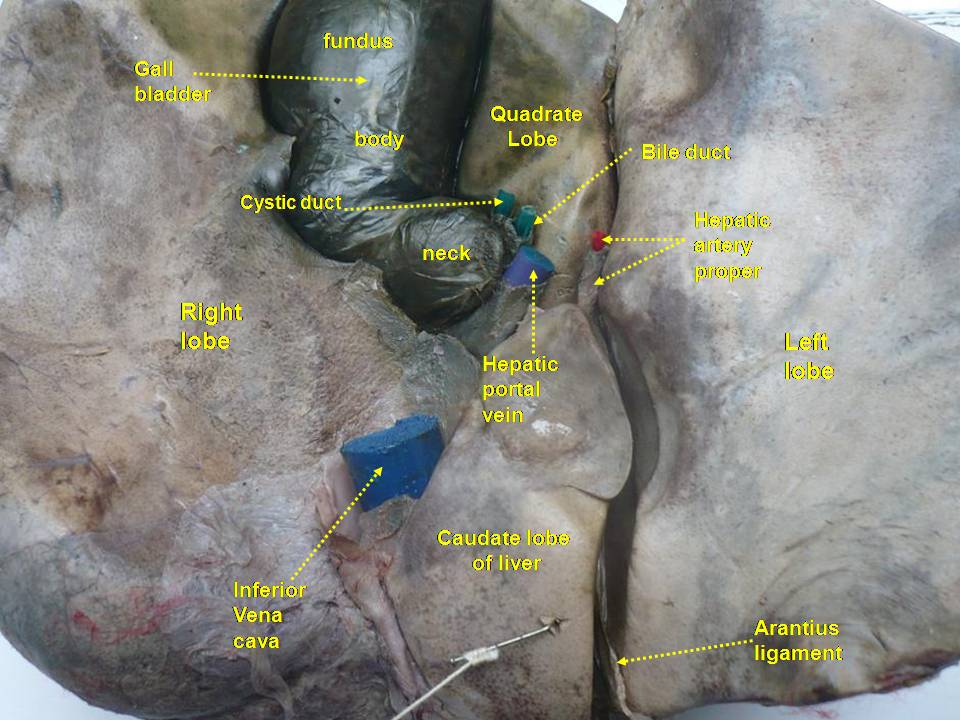
Venă portal hepatică.suprafata vizibilă a ficatului.